# هرمان كارستن
هرمان كارستن (بالألمانية: Hermann Karsten)‏ هو رياضياتي ألماني، ولد في 3 سبتمبر 1809 في فروتسواف في بولندا، وتوفي في 26 أغسطس 1877 في Duszniki-Zdrój ‏ في بولندا.